# Peter Michielsen
Peter Michielsen (Utrecht, 25 januari 1946 - Utrecht, 13 april 2008) was een Nederlandse journalist en publicist. Hij was van 1982 tot 2008 buitenlandredacteur Midden- en Oost-Europa van NRC Handelsblad.

## Achtergrond
Michielsen was onder meer als journalist werkzaam voor Het Parool, voordat hij in 1981 redacteur Midden-Oosten bij NRC Handelsblad werd. Een jaar later verruilde hij deze functie voor die van redacteur Midden- en Oost-Europa, wat hij tot zijn plotselinge overlijden in 2008 zou blijven. Michielsen stond bekend als iemand met een "fenomenale accuratesse en welhaast encyclopedische kennis over alle landen die vroeger tot het Oostblok werden gerekend", aldus Hubert Smeets in een necrologie in NRC Handelsblad. Michielsen publiceerde tevens enkele boeken over Oost-Europa.

## Publicaties
- 1976: Propagandazenders. AO-reeks nr. 1599. (ISSN 0001-7841)
- 1990: Verworpen en ontwaakt: Hongarije, Polen, DDR, Tsjechoslowakije, Bulgarije, Roemenië, Joegoslavië, Albanië. (ISBN 90-5018-114-7)
- 1991: Het eeuwige Polen: een biografie van de verandering. (ISBN 90-5018-138-4)
- 1994: Moeilijk nabuurschap: over de geschiedenis en toekomst van de Duits-Nederlandse betrekkingen. Vertaling van de Huizingalezing 1993 door Christian Graf von Krockow. (ISBN 90-351-1377-2)